# Parque El Renacimiento
El parque El Renacimiento se encuentra ubicado a pocos metros del Centro Internacional de Bogotá, específicamente en la Calle 26 con Carrera 22. Su nombre "Renacimiento" se motiva en ofrecer una nueva vida al centro de la ciudad. 

## Características
Diseñado por los arquitectos Jorge Villate Liévano y Mario Cabrera Manrique en el año 2000 durante la primera administración de Enrique Peñalosa, el parque se caracteriza por una escultura de bronce donada por Fernando Botero de un 'Hombre a Caballo' y su abundante arborización. Además resalta un espejo y una pila de agua entre sus atractivos. Igualmente cuenta entre sus instalaciones una retreta cubierta para eventos musicales y culturales, cafetería, un parque infantil y baterías de baños.
Este fue construido y finalizado en el año 2000 en terrenos que pertenecían en el pasado al Cementerio Central de Bogotá durante la administración de Enrique Peñalosa. Para el inicio del proyecto implicó la demolición de varios panteones del "Globo C" del cementerio lo cual requirió un complejo debate para su aprobación.
El parque queda cerca a las localidades de Santafé, Chapinero, Teusaquillo, Puente Aranda y Los Mártires. Hoy entre las actividades que ha albergado el parque se cuenta: el Festival de Jazz al Parque, Festival de Danza, encuentros de cuenteros y literarios, obras de teatro y conciertos al aire libre